# Adriana Lessa
Adriana Victor Lessa (Guarulhos, 1 de fevereiro de 1971) é uma atriz e personalidade de televisão brasileira. Lessa foi atleta e participava da equipe de voleibol do Sport Club Corinthians Paulista e da equipe de atletismo da cidade de Guarulhos.
Iniciou seus estudos e trabalhos como atriz em 1986 com o diretor teatral Antunes Filho, sendo dirigida por ele nos espetáculos "Macunaíma" e "A Hora e A Vez de Augusto Matraga" com apresentações no Brasil, países da Europa e Canadá. Na TV, fez sua estreia em 1990, em Araponga, na TV Globo, dando início a diversos outros trabalhos. Entre 1993 e 1994 apresentou o Dance MTV, e outros programas na MTV Brasil, e entre 1994 e 1996 foi apresentadora coadjuvante no programa SuperMarket na Rede Bandeirantes.
Atuou em diversos filmes publicitários e espetáculos teatrais. Em 1999 Adriana ganhou um papel na minissérie Chiquinha Gonzaga, mas o grande sucesso chegou com Naná, na novela Terra Nostra. Na TV Globo, entre outros  trabalhos, atuou em Aquarela do Brasil – finalista do prêmio “EMMY 2001”, O Clone e Senhora do Destino.  Na TV Record atuou na minissérie O Desafio de Elias e nas novelas Alma de Pedra.e "A Escrava Mãe" Entre 2006 até 2010, apresentou o programa TV Fama ao lado de Nelson Rubens na Rede TV!. Em 2010 assinou contrato com o SBT para atuar na novela Corações Feridos. Em 2012 voltou a atuar na Globo, no programa Na Moral, onde fez um docudrama.

## Biografia e Carreira
No Sport Club Corinthians Paulista, onde praticou vôlei dos 11 aos 15 anos, ela foi como acompanhante de um amigo a um teste, e acabou despertando atenção do diretor de teatro Antunes Filho, que a convidou para realizar um teste de dramatização, no qual foi aprovada. Em 1986, iniciou sua carreira artística sob direção de Antunes Filho nos espetáculos Macunaíma de Mário de Andrade e A Hora e Vez de Augusto Matraga de Guimarães Rosa apresentando-se em São Paulo e participando de festivais na França, Áustria, Espanha, Alemanha, Grécia e Canadá.
Como cantora e bailarina, apresentou-se a bordo do navio Vasco da Gama/Sea Wind Cruise Line no espetáculo Brasil, Canta e Dança, sob direção de Abelardo Figueiredo, pela costa brasileira e em Aruba, Trinidad e Tobago, Curaçao, Grécia e Costa do Marfim, participando ainda do staff artístico de hotéis em Porto Rico e Japão. Participou, como cantora convidada, de grupos musicais de estilos variados (RAP, ritmos caribenhos, forró pé-de-serra e MPB) e apresentou-se com sua banda em Angola. Participou, ao lado de Paulo Brown e Primo Preto, como apresentadora do "Encontro de Rap" realizado no Vale do Anhangabaú em 1994. Em 2002, também como cantora, participou da gravação do CD e DVD do grupo Renascer Praise, gravado ao vivo no Via Funchal, em São Paulo, onde fez um dueto com um dos vocalistas do grupo, Léo Marx na música Te Louvarei. Até 2003, a atriz era membro da Igreja Renascer em Cristo.
De volta para o Brasil foi apresentada ao diretor José Possi Neto que a dirigiu em eventos musicais e em diversos filmes publicitários nos quais familiarizou-se com a linguagem de teatro-dança. Ainda no teatro, foi dirigida por Cininha de Paula, ao lado de José Maurício Machline, no musical um Gordo em Conquista, por Wolf Maya no musical Cabaret Brazil, por Tânia Nardini no premiado musical internacional Rent e por Roberto Lage na leitura dramática do texto de Plínio Marcos A Mancha Roxa (2000). Após trabalhar na novela Senhora do Destino, atuou na peça Veneza, dirigida por Miguel Falabella, com assistência de Adélia Sampaio. Em 2006 atuou em O Último Bolero, ao lado de Francisco Cuoco. No cinema, atuou em filmes de longa, de média e de curta metragem Com que Roupa, O Samba Mandou me Chamar, Capitalismo Selvagem, Amassa que Elas Gostam, Papel e Água e A Hora Mágica.
Na TV, fez sua estreia em 1991, em Araponga, na TV Globo, dando início a diversos outros trabalhos. Entre 1993 e 1994 apresentou o Dance MTV, e outros programas na MTV Brasil, e entre 1994 e 1996 o SuperMarket na Rede Bandeirantes.
Atuou em diversos filmes publicitários e espetáculos teatrais.
Em 1999 Adriana ganhou um papel na minissérie Chiquinha Gonzaga, mas o grande sucesso chegou com Naná, na novela Terra Nostra. Na TV Globo fez também Aquarela do Brasil – finalista do prêmio “EMMY 2001”, O Clone e Senhora do Destino.
Na TV Record atuou na minissérie O Desafio de Elias e nas novelas Alma de Pedra.e "A Escrava Mâe"
Entre 2006 até 2010, apresentou o programa TV Fama ao lado de Nelson Rubens na Rede TV!.

## Vida pessoal
Discreta quanto a sua vida pessoal.. Em entrevistas revelou que tem em seus planos de constituir sua propria família
Foi a única brasileira a participar do musical Folies Bergère, em Las Vegas, a convite do programa Amaury Jr.

## Filmografia

### Televisão
| Ano     | Título                       | Personagem                        | Notas                                 |
| ------- | ---------------------------- | --------------------------------- | ------------------------------------- |
| 1990    | Araponga                     | Tina Macalton                     |                                       |
| 1993    | Retrato de Mulher            | Ana Maria                         | Episódio: "Madalena"                  |
| 1993–94 | Dance MTV                    | Apresentadora                     |                                       |
| 1994–96 | SuperMarket                  | Apresentadora                     |                                       |
| 1997    | Anjo Mau                     | Camila                            | Participação especial                 |
| 1997    | O Desafio de Elias           | Ninra                             |                                       |
| 1998    | Alma de Pedra                | Gabriela                          |                                       |
| 1998    | Telecurso                    | Vários personagens                |                                       |
| 1998    | Você Decide                  | Sandra                            | Episódio: "Síndrome"                  |
| 1999    | Chiquinha Gonzaga            | Feliciana                         |                                       |
| 1999    | Terra Nostra                 | Naná                              |                                       |
| 2000    | Aquarela do Brasil           | Neide                             |                                       |
| 2001    | O Clone                      | Deusa da Silva                    |                                       |
| 2004    | Senhora do Destino           | Rita de Cássia das Neves          |                                       |
| 2005    | A Diarista                   | Madame Noru                       | Episódio: "Dente Inocente"            |
| 2006–10 | TV Fama                      | Apresentadora                     |                                       |
| 2012    | Corações Feridos             | Silvia                            |                                       |
| 2012    | Na Moral                     | Regina Célia                      | Docudrama                             |
| 2013    | Sessão de Terapia            | Paula Varella                     | Temporada 2                           |
| 2014    | Sexo e as Negas              | Madalena                          | Episódio: "Narciso Negro"             |
| 2016    | Escrava Mãe                  | Condessa Catarina Gama de Luccock |                                       |
| 2017    | Cidade Proibida              | Maria das Graças (Gracinha)       | Episódio: "Laura" Episódio: "Celeste" |
| 2018    | O Sétimo Guardião            | Clotilde Lounge Mondim            |                                       |
| 2019    | A Garota da Moto             | Delegada Diana Ferreira           | Temporada 2                           |
| 2019    | Bugados                      | Rebeca                            |                                       |
| 2022    | Rota 66 - A Polícia que Mata | Rute                              | Globoplay                             |

### Cinema
| Ano  | Título               | Papel           | Notas                |
| ---- | -------------------- | --------------- | -------------------- |
| 1993 | Capitalismo Selvagem | Cozinheira      | Participação         |
| 1996 | Com Que Roupa?       | —               | Curta-metragem       |
| 1998 | A Hora Mágica        | Raquel          |                      |
| 1998 | A Hora Vagabunda     | —               | Curta-metragem       |
| 1999 | Papel e Água         | Fernanda        | Curta-metragem       |
| 2006 | Se Eu Fosse Você     | Executiva       | Participação         |
| 2006 | Alabê de Jerusalém   | —               | Diretamente em vídeo |
| 2017 | O Homem Da Sua Vida  | Suzana          |                      |
| 2022 | Amado                | Coronel Solange | [ 22 ]               |
| 2022 | Depois do Universo   | Lurdes          | [ 23 ]               |
| 2024 | Inexplicável         | Janine          | [ 24 ]               |

## Teatro
| Ano       | Título                            | Personagem         |
| --------- | --------------------------------- | ------------------ |
| 1986-1987 | Macunaíma                         | —                  |
| 1987      | A Hora e a Vez de Augusto Matraga | —                  |
| 1997      | Stravaganzza                      | —                  |
| 1997      | Um gordo em Conquista             | —                  |
| 1998      | Cabaret Brazil – Musical          | —                  |
| 1999      | Rent – Musical                    | —                  |
| 2000      | A Mancha Roxa                     | —                  |
| 2005      | Veneza                            | Rita               |
| 2005-2006 | O Último Bolero                   | Kelly              |
| 2012-2016 | Os Monólogos da Vagina            | Betty Dodson       |
| 2015      | Cartola - O Mundo é um Moinho     | Soninha / Deolinda |
| 2017      | A Mais Forte                      | —                  |
| 2017      | A Mais Forte II                   | —                  |
| 2018      | MPB – Musical Popular Brasileiro  | Vedete Suzete      |
| 2020      | Os Monólogos da Vagina            | Betty Dodson       |
| 2023-2024 | O Admirável Sertão de Zé Ramalho  | —                  |
| 2024      | A Partilha                        | Regina             |

## Prêmios e indicações
| Ano  | Associações              | Categoria                                                       | Nomeações                        | Resultado |
| ---- | ------------------------ | --------------------------------------------------------------- | -------------------------------- | --------- |
| 2000 | Troféu Super Cap de Ouro | Melhor Atriz                                                    | Terra Nostra                     | Venceu    |
| 2002 | Troféu Radar             | Melhor Atriz Revelação da Televisão                             | O Clone                          | Venceu    |
| 2005 | Troféu Super Cap de Ouro | Melhor Atriz                                                    | Senhora do Destino               | Venceu    |
| 2017 | Prêmio Bibi Ferreira     | Melhor Atriz Coadjuvante em Musical                             | Carlota - O Mundo É um Moinho    | Indicada  |
| 2022 | Pena de Prata            | Melhor Elenco em Minissérie, Série Antológica ou Especial de TV | Rota 66: A Polícia que Mata      | Indicada  |
| 2024 | Prêmio FITA de Teatro    | Melhor Atriz Coadjuvante                                        | O Admirável Sertão de Zé Ramalho | Indicada  |
| 2024 | Prêmio Shell             | Melhor Atriz                                                    | A Partilha                       | Pendente  |